# 基亞胡萊
基亚胡莱（羅馬化：Kyakhulay；库梅克语：Кяхулай-Торкъали）是俄罗斯达吉斯坦共和国的市级镇，属共和国辖市马哈奇卡拉市，为马哈奇卡拉市内苏维埃区的一部分，位于塔尔基套山东侧。
该地2021年人口有7,473人；2010年人口6,962人；2002年人口5,353人。